# USS Illinois (BB-7)
El USS Illinois (BB-7) fue un acorazado tipo pre-dreadnought construido por la Armada de los Estados Unidos. Fue el buque líder de la clase Illinois, además de haber sido la segunda embarcación de la Armada en ser nombrada como el estado de Illinois. Su quilla fue colocada en febrero de 1897 en el astillero de Newport News Shipbuilding & Dry Dock Company, Virginia, y fue botado en octubre de 1898. Entró en servicio en septiembre de 1901. La embarcación estaba armada con una batería principal de cuatro cañones de 330 mm, y tenía una velocidad máxima de 16 nudos (30 km/h).
Sirvió con el Escuadrón Europeo de 1902 a 1903, y con la flota del Atlántico Norte hasta 1907, que en ese entonces fue renombrada como flota del Atlántico. Durante este periodo, colisionó accidentalmente con otros dos acorazados. De diciembre de 1907 a febrero de 1909, circunnavegó el mundo con la Gran Flota Blanca. Desde noviembre de 1912, la embarcación fue usada como buque escuela. Fue prestada al estado de Nueva York en 1919 para el entrenamiento de la Milicia Naval de Nueva York. El navío fue convertido en un arsenal flotante en 1924 como resultado del Tratado naval de Washington, y sirvió como arsenal flotante, cuartel y escuela los siguientes treinta años. En enero de 1941 fue reclasificado como IX-15 y renombrado como Praire State, para que su antiguo nombre le fuera dado al USS Illinois (BB-65), un nuevo acorazado clase Iowa. Fue vendido como chatarra en 1956. 

## Diseño

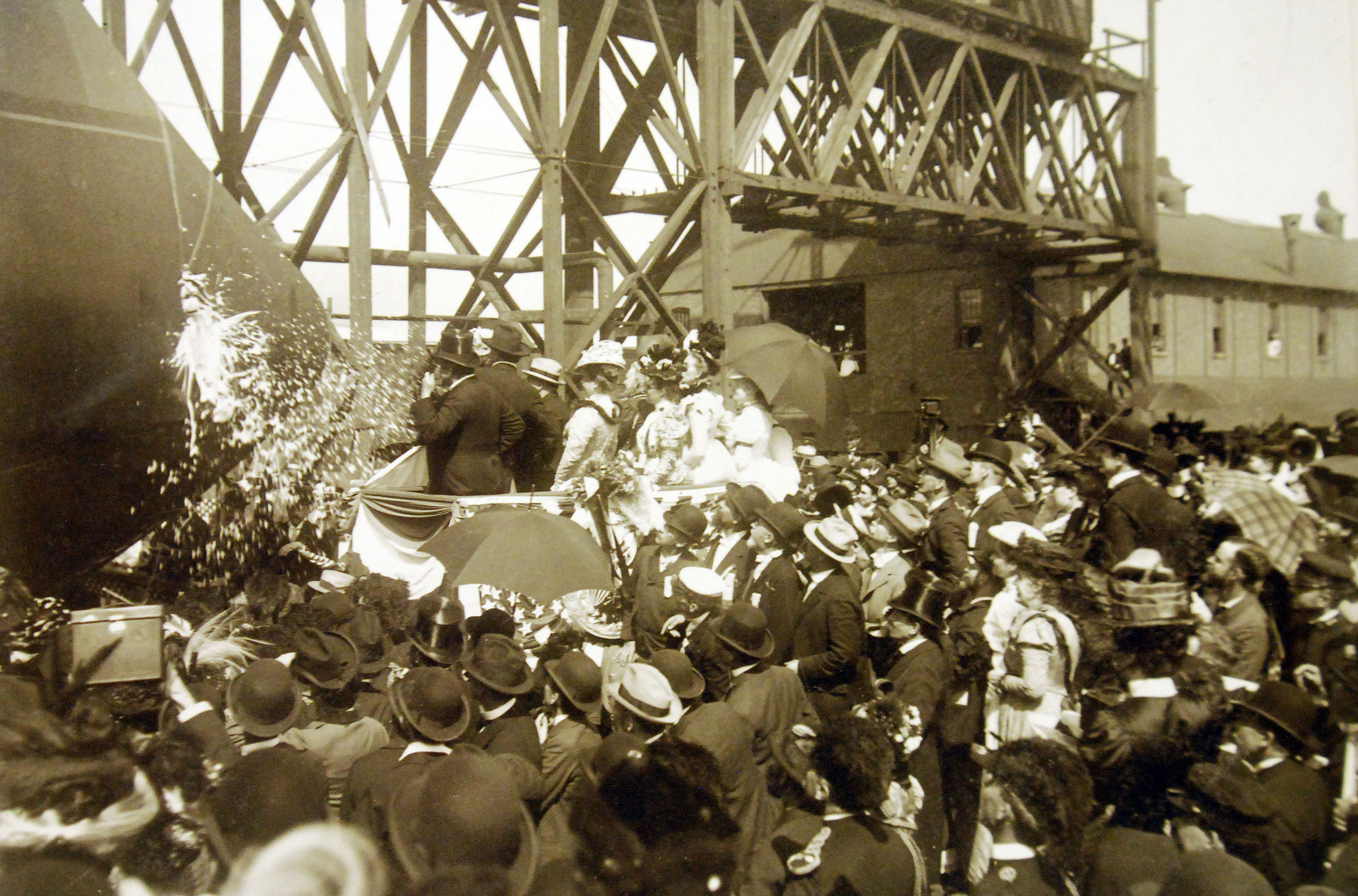
Botadura del Illinois

El Illinois tenía una eslora de 114 m, una manga de 22.02 m, y un calado de 7.16 m. Tenía un desplazamiento estándar de 11 565 toneladas largas, y de 12 250 a máxima capacidad. Era impulsado por motores de vapor de triple expansión de dos ejes con una potencia de 16 000 caballos de fuerza (12 000 kW), conectados a dos ejes de hélices. El vapor era generado por ocho calderas de tubos de fuego de carbón, que estaban conectados a dos chimeneas colocadas una a lado de la otra. El sistema de propulsión generaba una velocidad máxima de 16 nudos (30 km/h). Tal como fue construido, tenía dos mástiles militares pesados, pero fueron reemplazados en 1909 por mástiles de celosía. Tenía una tripulación de 536 oficiales y marinos, número que fue incrementado de 690 a 713.
Estaba armado con una batería principal de cuatro cañones calibre 330 mm/35 en dos torretas dobles en la línea central, una en la proa y otra en la popa. La batería secundaria consistía en catorce cañones calibre 152 mm/40 serie IV, que fueron colocados en casamatas individuales en el casco. Cargaba dieciséis cañones de 6 libras para la defensa a corta distancia contra buques torpederos, también montados individualmente en casamatas a lo largo del casco, y seis cañones de 1 libra. Como estándar de los buques capitales de ese periodo, el Illinois contaba con cuatro tubos lanzatorpedos de 457 mm en lanzadores montados en la cubierta.
El cinturón blindado del Illinois era de 419 mm de grosor sobre los pañoles y las salas de máquinas, y de 102 mm en el resto de la embarcación. Las torretas de la batería principal tenían costados de 356 mm de grosor, y las barbetas de apoyo tenían un blindaje de 381 mm en sus costados expuestos. La batería secundaria estaba protegida por un blindaje de 152 mm. La torre de mando tenía costados de 254 mm de grosor.

## Construcción

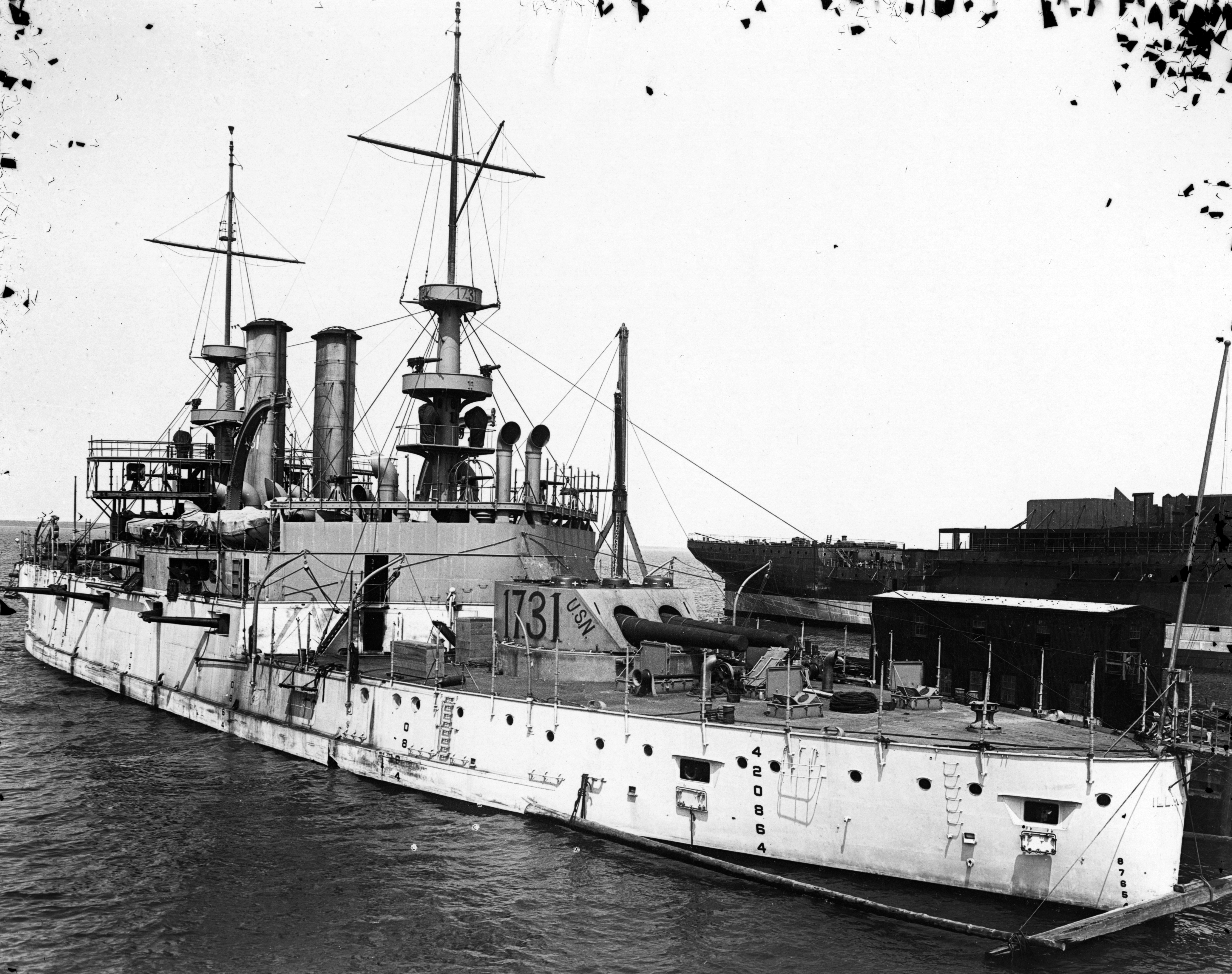
El Illinois después de pruebas de mar, 1901

La quilla del Illinois fue colocada el 10 de febrero de 1897 en el astillero de Newport News Shipbuilding & Dry Dock Company en Newport News, Virginia. Fue botado el 4 de octubre de 1898 y fue puesto en servicio el 16 de septiembre de 1901. El primer comandante de la embarcación fue el capitán George Converse. Fue la primera embarcación de su clase en ser autorizada, pero la última en entrar en servicio. Después de entrar en servicio, la embarcación inició un crucero en la bahía de Chesapeake, seguido por un entrenamiento inicial. Abandonó el área el 20 de noviembre para probar un nuevo dique seco flotante en Algiers, Luisiana. La embarcación regresó a Newport News en enero de 1902.

## Historial de servicio

### Primeros años
Bajo el mando del contraalmirante Arent Schuyler Crowninshield, partió el 30 de abril para un viaje a Europa. Hizo puerto en Nápoles, Italia el 18 de mayo. Formó parte de ejercicios de entrenamiento y deberes ceremoniales en aguas europeas hasta el 14 de julio, cuando encalló en las costas de Oslo, Noruega. Tuvo que navegar a la Gran Bretaña para reparaciones, que se llevaron a cabo en Chatham. Dejó el puerto el 1 de septiembre para maniobras con el resto de la flota en el Mediterráneo y el Atlántico Sur.
Fue reasignado con la flota del Atlántico Norte el 10 de enero de 1903, donde se mantuvo los siguientes cuatro años. Este tiempo lo ocupó para ejercicios de entrenamiento en tiempos de paz, prácticas de artillería, y varias actividades ceremoniales. Durante este período, estuvo involucrado en dos incidentes con otros acorazados de la flota. El primero ocurrió el 30 de marzo de 1903, cuando colisionó con el Missouri. La segunda colisión ocurrió el 31 de julio de 1906 contra su embarcación hermana Alabama.

### Gran Flota Blanca

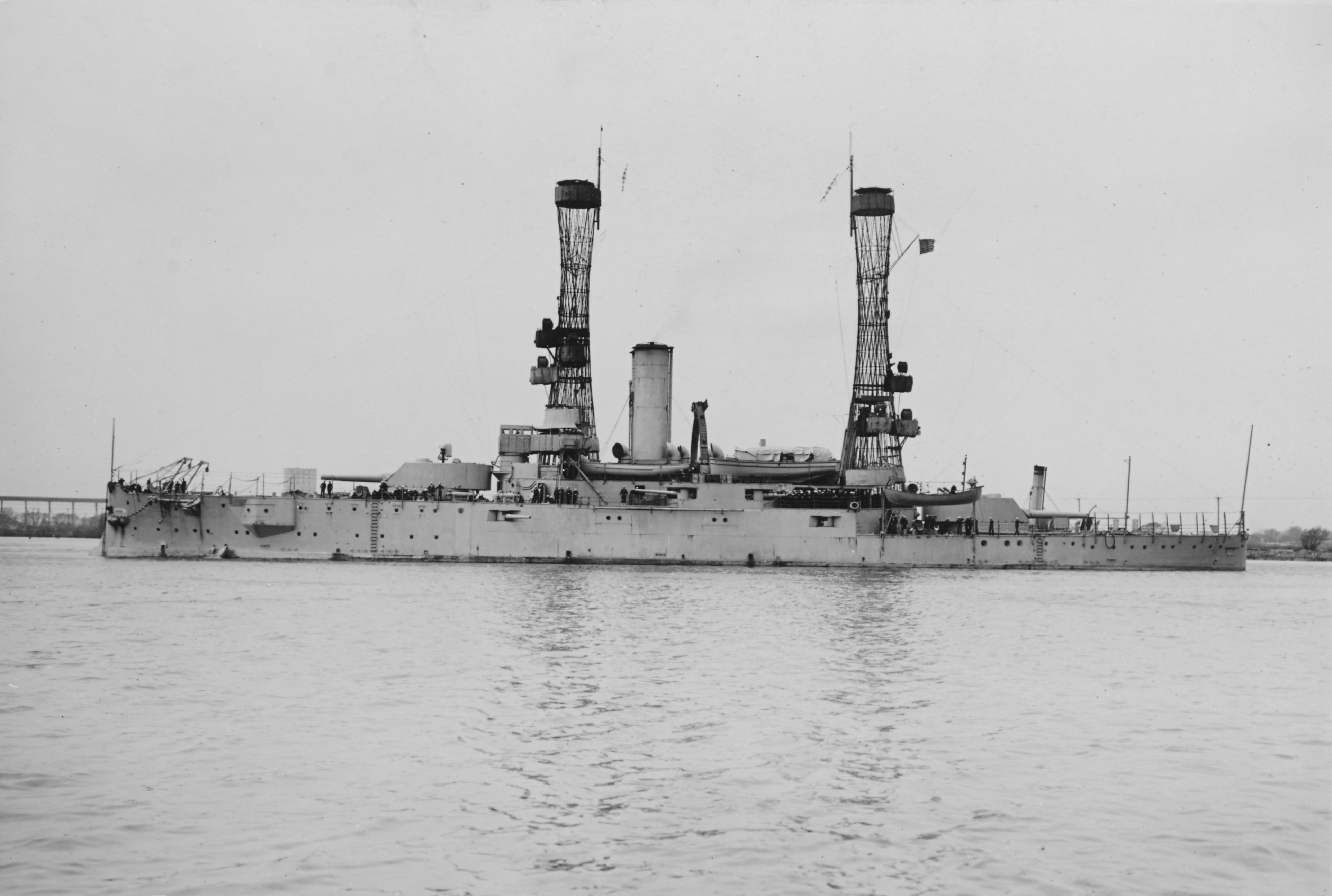
El Illinois en astillero naval de Filadelfia, 1919

Formó parte del crucero de la Gran Flota Blanca, que empezó con una revista naval para el presidente Theodore Roosevelt, en Hampton Roads. El crucero fue concebido como una forma de demostrar el poderío militar de los Estados Unidos, particularmente hacia Japón. Las tensiones entre Estados Unidos y Japón habían comenzado a aumentar después de la victoria japonesa en la guerra ruso-japonesa, en 1905. La prensa de ambos países pedía la guerra, y Roosevelt esperaba utilizar la demostración de poderío naval para disuadir cualquier agresión japonesa.
El 17 de diciembre, la flota partió de Hampton Roads y navegó hacia el sur al Caribe, y luego a Sudamérica, haciendo paradas en Puerto España, Río de Janeiro, Punta Arenas y Valparaíso, entre otras ciudades, Después de llegar a México en marzo de 1908, la flota pasó tres semanas llevando a cabo prácticas de artillería. La flota continuó su viaje por la costa americana del Pacífico, deteniéndose en San Francisco y Seattle antes de cruzar el océano hacia Australia, deteniéndose de camino en Hawái. Algunas paradas en el Pacífico Sur incluyeron Melbourne, Sídney, y Auckland.
Después de dejar Australia, la flota giró al norte hacia Filipinas, deteniéndose en Manila antes de continuar hacia Japón, donde se realizó una ceremonia de bienvenida en Yokohama. En noviembre, le siguieron tres semanas de ejercicios en la bahía de Súbic, Filipinas. Las embarcaciones pasaron por Singapur el 6 de diciembre y entraron al océano Índico, cargaron carbón en Colombo antes de cruzar el canal de Suez y volvieron a abastecerse de carbón en Puerto Saíd, Egipto. Mientras estaban ahí, la flota recibió noticias de un terremoto en Sicilia, Italia. Los acorazados Illinois y Connecticut, junto al barco de suministros Culgoa, se dirigieron al lugar para apoyar con las tareas de socorro. La flota hizo escala en varios puertos del Mediterráneo antes de detenerse en el estrecho de Gibraltar, donde una flota internacional de barcos de guerra británicos, rusos, franceses y alemanes los recibieron. Las embarcaciones cruzaron el Atlántico para regresar a Hampton Roads el 22 de febrero de 1909, habiendo viajado 46 729 millas náuticas (82 542 km). Ahí, pasaron revista para el presidente Theodore Roosevelt.

### Servicio posterior

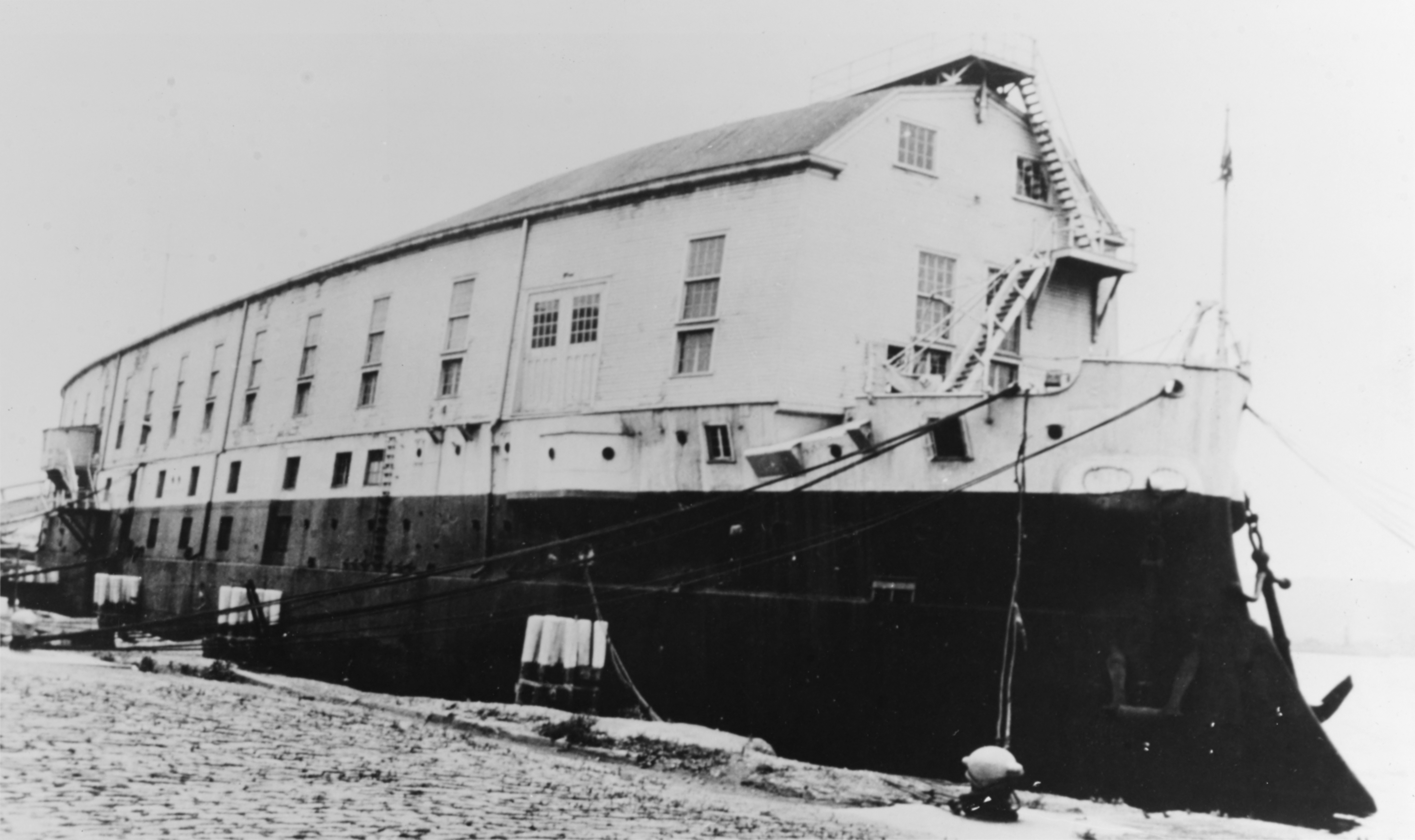
El USS Illinois convertido en la Escuela de Guardamarinas USNR Prairie State

El 4 de agosto de 1909, el Illinois fue dado de baja en Boston. La embarcación pasó por una modernización mayor, recibiendo nuevos mástiles de celosía, y equipamiento moderno. Pasó los siguientes tres años en servicio activo con la flota, antes de ser dado de baja una vez más, el 16 de abril de 1912. Regresó al servicio el 2 de noviembre para maniobras de entrenamiento mayores con la flota del Atlántico. Realizó cruceros de entrenamiento a Europa con guardamarinas de la Academia Naval de los Estados Unidos a mediados de 1913 y 1914. Para 1919, fue dado de baja en el astillero de Filadelfia. El 23 de octubre de 1921, fue cedido a la Milicia Naval de Nueva York para fines de entrenamiento. El Tratado naval de Washington de 1922, que ordenaba reducciones significativas en el poderío naval, estipuló que el Illinois debía quedar incapacitado para acciones bélicas. Como resultado, fue convertido en una armería flotante en el astillero de Nueva York en 1924, y fue asignado a la Reserva Naval de Nueva York.
El 8 de enero de 1941, el navío fue reclasificado de «BB-7» a «IX-15», y fue renombrado como «Prairie State», para que su antiguo nombre pudiera ser usado por el nuevo acorazado Illinois, que sería botado una semana después. Durante la Segunda Guerra Mundial, sirvió con la Escuela de Guardamarinas de la Reserva Naval, en Nueva York. Al final de la guerra, se mantuvo como barco cuartel para la Unidad de la Reserva Naval. El 31 de diciembre de 1955, el barco fue dado de baja y posteriormente remolcado a Baltimore, donde fue vendido como chatarra el 18 de mayo de 1956.